# حارة غول البلس (أزال)
حارة غول البلس هي إحدى حارات حي أزال بمديرية أزال في مدينة صنعاء، بلغ تعداد سكانها 4813 نسمة حسب تعداد اليمن لعام 2004.